# Riverview Plaza A1
Der Riverview Plaza A1 (chinesisch 武汉天地), auch Wuhan Tiandi A1, ist ein Wolkenkratzer in der Jiefang Avenue im chinesischen Wuhan. Mit einer Höhe von 436 Metern ist es eines der höchsten Gebäude der Welt. Das Gebäude hat 73 Stockwerke (mit drei weiteren unterirdischen) und ist Teil eines neu errichteten Geschäftsdistrikts mit zwei weiteren Wolkenkratzern.
Das Gebäude wurde 2009 geplant. Die Bauarbeiten begannen 2013 und wurde 2021 abgeschlossen. Der Architekt war der Argentinier César Pelli.